# Romulus Augustus római császár

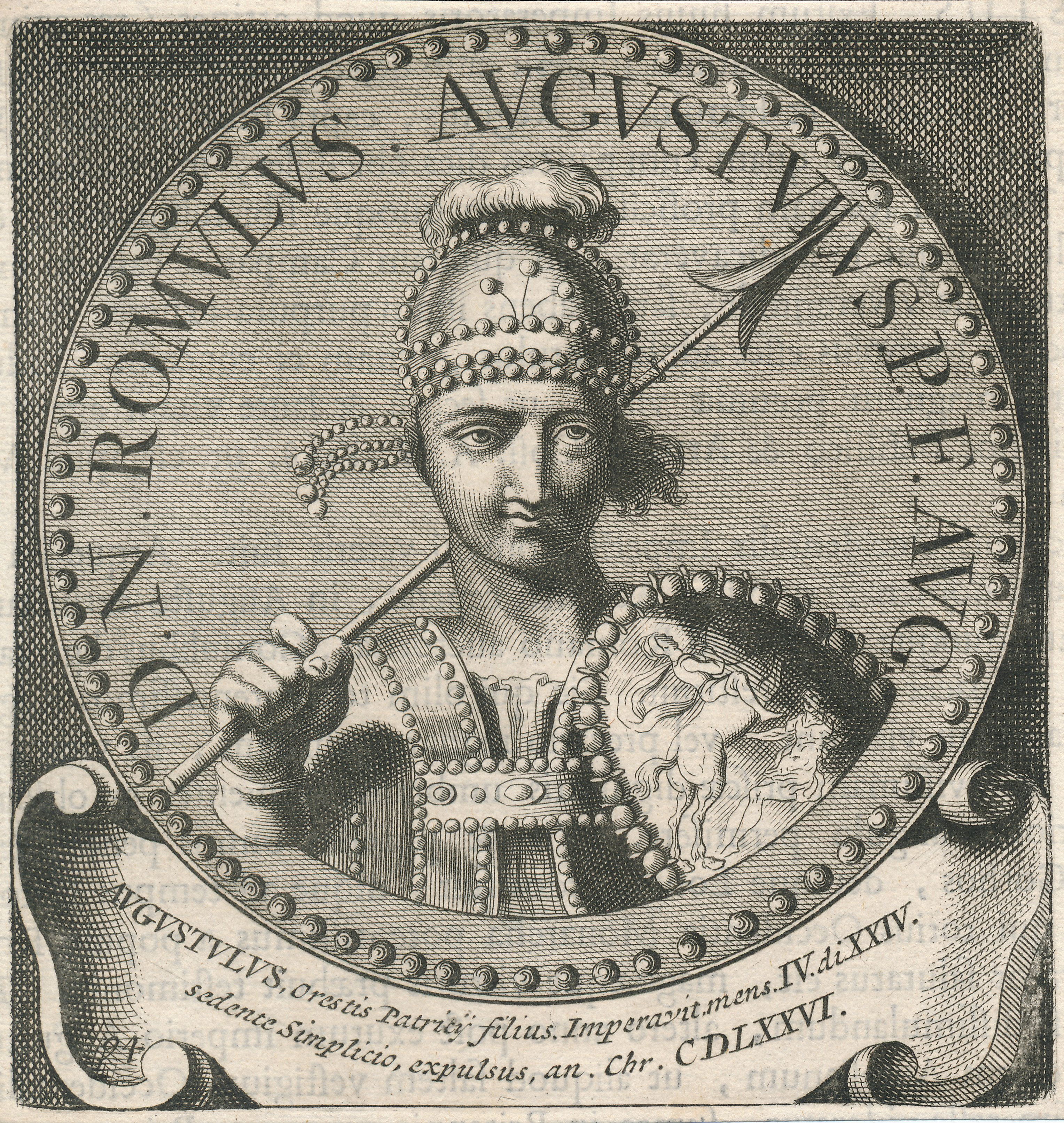
Augustulus

Flavius Romulus Augustus (Ravenna, 461 vagy 463 – Castellum Lucanum?, 507/511 után [?]), akit az utókor a gúnynevén Augustulusként is („kis Augustus”) ismert, a Nyugatrómai Birodalom utolsó császára volt 475-től 476-ig.

## Élete
Eredeti neve Flavius Romulus volt. Apja, Flavius Orestes germán származású római politikus, Attila hun nagykirály titkára, udvarának egyik főembere, majd később a Nyugatrómai Birodalom katonai vezetője volt, akit Iulius Nepos római császár 475-ben a magister militum címmel ruházott fel. 475. augusztus 28-án Orestes egy puccs során magához ragadta a hatalmat Ravennában (a város 402 óta a birodalom fővárosa volt). Julius Nepos császár Dalmáciába menekült, ahol 480-ban bekövetkezett haláláig uralkodott.
Orestes irányította Dalmatia nyugati provinciáit. Mivel nem volt képes megszerezni a trónt, 475. október 31-én fiát tette meg császárnak. A kinevezést a Keletrómai Birodalom nem ismerte el.
Trónra kerülése idején Romulus gyermek, de legalábbis fiatal kamasz volt, és leginkább apja hatalmának törvényesítéséhez volt rá szükség. Nem sokkal később apja megtagadta a három germán törzs, a herulok, szkírek és torcilingek zsoldosainak földigényét. A három törzs Odoaker germán törzsfő vezetésével felkelést robbantott ki. 476. augusztus 28-án Orestest Piacenza közelében elfogták és nem sokkal ezután kivégezték.
Odoaker Ravennába ment, bevette a várost és elfogatta a császárt. 476. szeptember 4-én Romulusnak le kellett mondania a trónról. Élete hátralevő részét egy kolostorban élte le. Az esemény a Nyugatrómai Birodalom bukását jelentette (továbbá a történészek ezt tekintik az ókor végének), a Keletrómai Birodalom még 1453-ig fennmaradt. 476-ra Róma elvesztette fennhatóságát a provinciák felett, az igazi hatalom az Odoakerhez hasonló germán törzsfők kezében volt. Mivel akkor már régen a germánok irányították a hadsereget és a politikai életet, az esemény nem váltott ki nagy társadalmi visszhangot. Itália a következő századra sokkal rosszabb helyzetbe került, amikor I. Justinianus bizánci császár visszafoglalta.
Romulus Augustulus lemondatása után Odoaker lett Itália vezetője, bár nem ismerték el hatalmát. Később Nagy Teodorik, Itália törvényes királya meggyilkolta.
Az utolsó császárt leggyakrabban Romulus Augustulusként említik, bár törvényesen Romulus Augustus néven uralkodott. A latin nyelvben az -ulus kicsinyítőképző; az Augustulus Kis Augustust jelent, amit a jelentéktelenségére értettek. Néhány görög író elég messzire ment, és „Momylos”, „kis semmiség” néven említették.
A szokásostól eltérően Romulus Augustulus élete a lemondatás után szerencsésnek nevezhető. Fiatal korára tekintettel Odoaker életben hagyta, és Campaniában élő rokonaihoz küldte. Életjáradékot is folyósított neki. Romulus kolostort alapított, mely évszázadokig állt, de ő már nem érte meg, hogy 536-ban Itália központja újra Róma lett.
Uralkodásának törvényessége vitatott. Zénó keletrómai császár sohasem ismerte el, hanem Julius Nepost támogatta annak 480-ban bekövetkezett haláláig. Ám a legtöbb történész mégis Romulus Augustulust tartja az utolsó nyugatrómai császárnak.
Érdekes megjegyezni, hogy Romulus utónevét apja büszkeségének köszönheti; Orestes az Augustus nevet szerencsésnek tartotta. A Romulus Augustus mint törvényes név: Romulust Róma városának alapítójaként tisztelik, Augustus pedig az első római császár volt.

## A Nyugatrómai Birodalom Romulus Augustus után
Romulus Augustus lemondatása után a Római Szenátus, Odoaker és Julius Nepos képviselőket küldött Zénó császárhoz. Odoaker alkirályi kinevezést kért magának Itáliában. A senatus azt kérte, hogy Konstantinápoly nevezzen ki egy új nyugati császárt. Julius Nepos uralkodásának restaurációját kérte. Zénó nem tett eleget a Szenátus kérésének, mert Konstantinápoly az elmúlt 10 évben két császárt is küldött, ám mind a kettő ellen fellázadtak. Odoaker kérését csak úgy teljesítették volna, ha Julius Nepos alkirálya lesz. A Syagrius római hadvezér által irányított területeken Julius Nepos képével ellátott pénzérméket bocsátottak ki egészen 480-ig. Romulus Augustulus lemondatása idején az Ibériai-félszigeten az utolsó római helyőrségek is kapituláltak a nyugati gótok előtt.

## Romulus Augustulus az irodalomban
- Az utolsó nyugat-római császár a főszereplője Friedrich Dürrenmatt A Nagy Romulus című drámájának, mely a császár uralkodásának utolsó napjaiban játszódik.
- Romulus Augustus szerepel még többek között Valerio Massimo Manfredi Az utolsó légió című művében és a belőle készült filmben, illetve Passuth László Ravennában temették Rómát c. művében.